# لحم على العظم

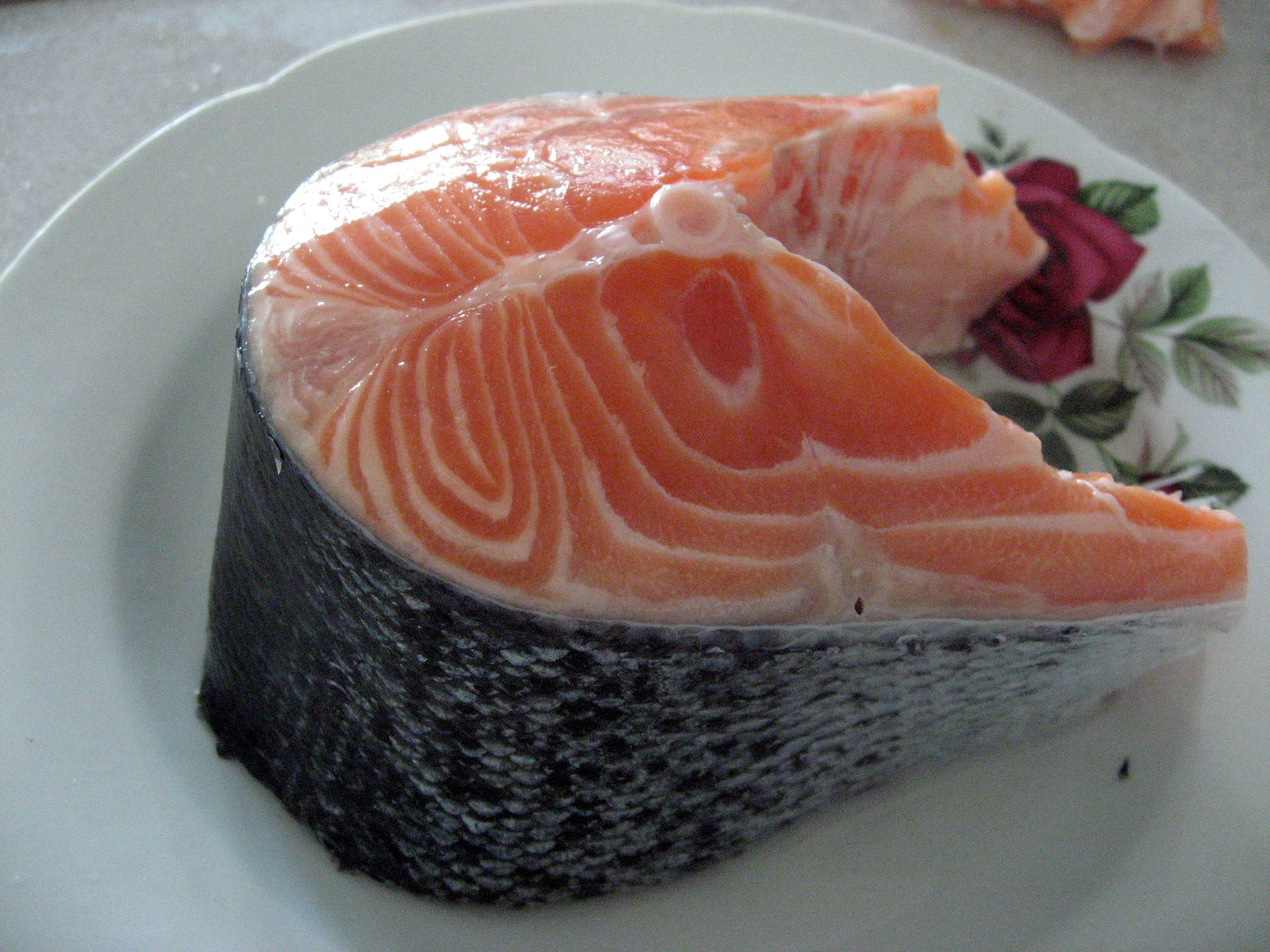
قطعة نيئة من لحم السلمون تظهر العظمة في مركزها

لحم على العظم، أو ما يُطلق عليه أيضاً عظم في اللحم (بالإنجليزية: Meat on the bone)‏، هو اللحم الذي يُباع مع بعض أو كل العظم الذي تحتويه القطعة، على سبيل المثال: اللحم غير مسحوب العظام [الإنجليزية]. ويمكن إطلاق مصطلح «على العظم» أيضاً على أنواع معينة من اللحم أكثرها شيوعاً لحم الفخذ على العظم، والسمك.
يمكن للحم أو السمك على العظم أن يُطهى ويقدّم بالعظام الموجودة فيه، أو يمكن لهذه العظام أن تُسحب منه في مرحلة ما من مراحل تحضيره [الإنجليزية].
الأمثلة من اللحم على العظم تتضمن: شرائح الستيك [الإنجليزية]، قطع لحم الأضلاع [الإنجليزية]، أضلاع البقر والخنزير [الإنجليزية]، قطع فخذ الدجاج أو الدجاجة كاملة. أما الأمثلة من السمك على العظم فتتضمن: سمك الموسى غير مسحوب العظام وبعض قطع السلمون.
ويستخدم اللحم على العظم في العديد من وصفات الطهي التقليدية.

## التأثير على الطعم والقوام
إنّ الميزة الأساسية لطهو اللحم بعظمه هي إضافة نكهة وقوام له. عند غلي العظام، يقوم الزلال والكولاجين فيها بإطلاق الجلاتين مما يضيف المادة إلى اليخاني والعناصر والشوربات والصلصات. يقوم العظم أيضاً بتوصيل الحرارة خلال اللحم ما يؤدي إلى طهوه بسهولة وحفظه من الجفاف والتقلص خلال الطهو.

## طهو اللحم على العظم
يُطهى اللحم بعظمه في العادة بشكل أسرع من اللحم مسحوب العظام عندما يتم شيّهما معاً. مع ذلك، فالوجبات المفردة مثل الأضلاع قد تأخذ وقتاً أطول من نظيرتها مسحوبة العظم.

## القيمة المالية
تقطيع اللحم بعظمه هي عملية أسرع وأسهل للجزار حيث لا سحب للعظم من اللحم. سحب العظم من اللحم هي عملية تتطلب مهارة عالية بالإضافة إلى الجهد وتكاليف الخسارة، حيث أنّ اللحم المتبقي بعد سحب العظام منه هو أقل تكلفة مالية (برغم أنه بالإمكان إعادة تصنيعه [الإنجليزية]). كنتيجة، يمكن اعتبار اللحم بعظمه ذو قيمة مالية أكبر. مع ذلك، فإنه من الصعب تقدير القيمة النسبية لأنّ العظم هو مكوّن غير صالح للأكل. فقد تحتوي عدة حصص مختلفة على نسب أقل أو أكثر من العظم.

## سهولة المعاملة
إنّ وجود العظام يجعل منتجات اللحوم أكبر حجماً، أقلّ انتظاماً في الشكل وسهولةً في الرزم. وجود العظم قد يجعل عملية تحضير وتشريح اللحم أكثر صعوبة. مع ذلك، فإنّ العظام يمكن أن تستخدم أحياناً كأدوات مساعدة في التهام اللحم.

## قيود الاستيراد
مرض " الحمى القلاعية" عبارة عن مرض معد ٍيصيب الحيوانات ذوات الأظلاف. ولأنّ هذا المرض من النادر أن يصيب البشر برغم سرعة انتشاره بين الحيوانات، فإنه يشكّل عامل تهديد أكبر للقطاع الزراعي منه للصحة البشرية. يمكن أن يتم التقاط مرض الحمى القلاعية بالتماس مع اللحوم المصابة، واللحوم بعظمها تشكلّ مجازفة أكبر من اللحوم مسحوبة العظام. في المحصلة، استيراد اللحوم بعظامها يظلّ أكثر تقييداً في بلدان عديدة من استيراد اللحوم مسحوبة العظام.

## مسائل صحية

### الإصابة
يمكن للّحم والسمك المقدم بعظمه أن يحمل مخاطرة التعرض لحادث أو اصابة.فعظام السمك الصغيرة الحادة هي أكثر احتمالاً للتسبب بالجروح وذلك على الرغم من أنّ الشظايا الحادة لعظام اللحم يمكن أن تتسبب بالمشاكل كذلك.
وتتضمن الجروح النمطية ابتلاع العظام وعلقانها في الحنجرة  وعلقان العظام تحت اللسان 
وحيث أنه يمكن لبعض أنواع عظام اللحم المطهى التكسر إلى شظايا حادة عند مضغها، فإنه يمكن أن تمثل العظام المتبقية بعد الطعام عامل خطورة على الحيوانات الأليفة وغير الأليفة التي تقوم بمضغها.

### جنون البقر
بي إس إي هو المختصر لاسم مرض جنون البقر. وهو مرض قاتل يصيب أدمغة الماشية. ويتم الاعتقاد لدى معظم العلماء بأنّ هذا المرض قد ينتقل لدى معظم البشر ممن قد يتغذون على الدماغ أو الحبل الشوكي للماشية المصابة. ويعرف المرض لدى البشر المصابين بالنمط الجديد كروتسفيلد جاكوب، وهو أيضاً قاتل.
لقد تمّ أكبر انتشار لمرض جنون البقر في بريطانيا، بالإضافة إلى عدة دول أخرى تأثرت بالمرض على نحو أقل. وقد ابتدأ الانتشار الهائج للمرض في العام 1984، واستمر خلال سنوات التسعينات مؤدياً إلى تزايد المخاوف بين الحكومات ومستهلكي لحوم البقر بعدما باتت خطورة المرض على البشر معروفة إلا أنه لم يتم حصرها. وقد منعت الكثير من الدول أو قيدت استيراد منتجات لحوم البقر من الدول المبتلاة بهذا المرض.
وكان قد تمّ بطبيعة الحال استثناء الدماغ والحبل الشوكي الحيوانيين من الغذاء المقدم للبشر والحيوانات بعد أن تم في العام 1997 ضبط عدوى بجزيء البريون في الجذر الظهري للعصب الشوكي داخل العمود الفقري للحيوانات المصابة. وكنتيجة لذلك، تمّ حظر لحوم البقر المحتوية على عظامها من السوق الإنكليزية كإجراء وقائي. وقد أدى ذلك إلى تعرض الحكومة للانتقاد كونها تعطي الموضوع أكبر من حجمه. 

قام الإتحاد الأوروبي أيضاً بحظر لحوم البقر والخراف المحتوية على العظام. وقد استمر الحظر الإنكليزي من كانون أول 1997 حتى كانون أول 1999 عندما تمّ رفعه واعلان عدم احتساب وجود مخاطرة في لحم البقر المحتوي على العظم.

## الاستخدام المجازي
تُستخدم جملة «لحم على العظم» مجازياً لتشير إلى البُنية. على سبيل المثال: جملة «أتوقع أننا سنبدأ بإضافة بعض اللحم على العظم فيما يتعلق بإصلاح النظام»  تُعبّر عن نية لإضافة تفاصيل وبُنية لخطط إصلاح النظام وتلميح إلى أنّ هذه الخطط لم يتم إرسائها من قبل سوى نظريا ًأو بمفاهيم مبهمة.
ويرتكز تعبير «انتزاع الجلد» على نفس الانطباع [الإنجليزية]، حيث يتم تشبيه فكرة مجردة [هيكل عظمي|بالهيكل] أو العظام، والتفاصيل المحددة لتلك الفكرة باللحم أو الجلد على ذاك الهيكل.